# Прорізувач для зубів

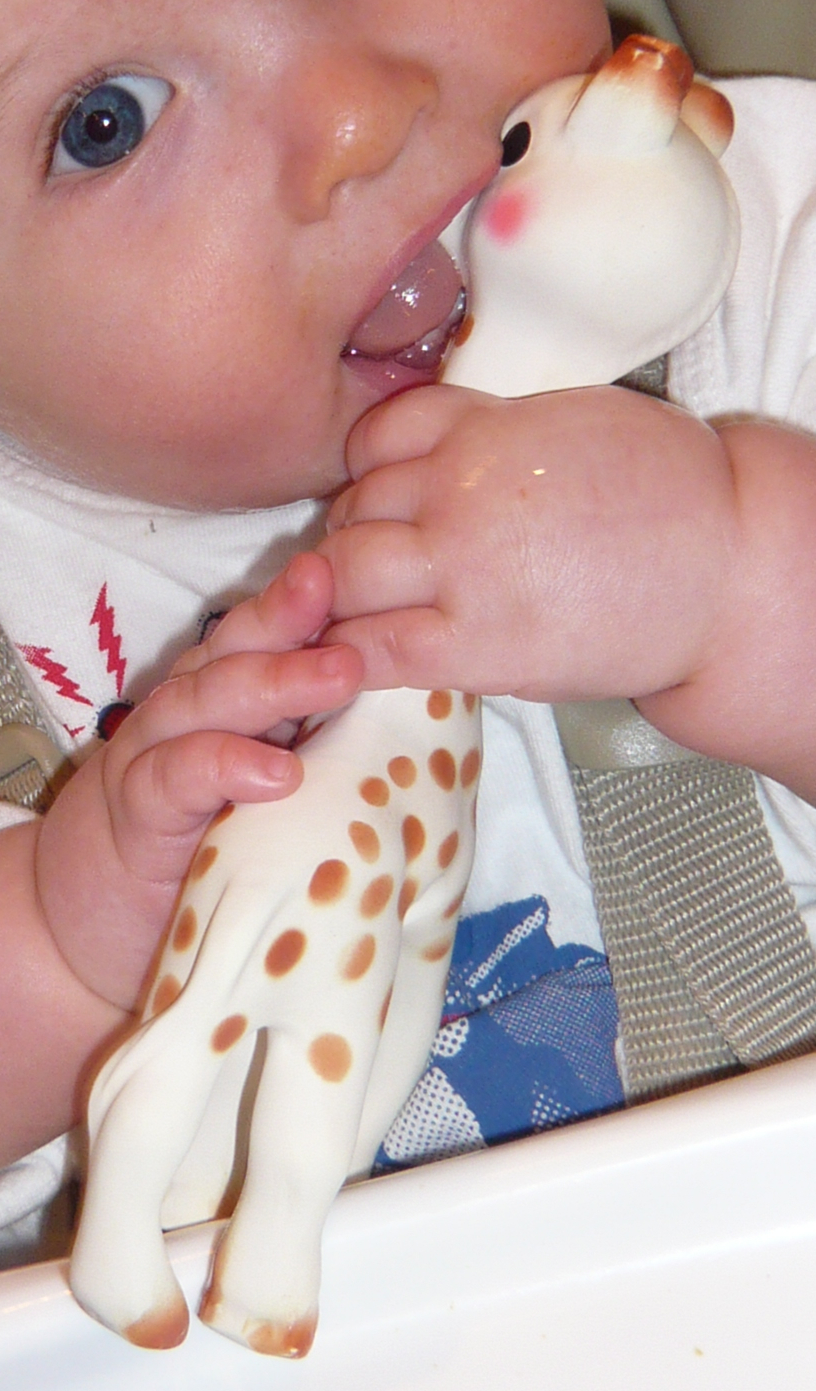
Софі-жирафка, іграшка-прорізувачка зубів

Прорізувач, іграшка для прорізування зубів або жувальна іграшка — іграшка, яку дають немовлятам, у яких ріжуться зуби. Бувають різних форм. Вона сприяє зменшенню болю.

## Види
Більшість сучасних іграшок виготовляють із силікону, але також їх можуть виготовляти з деревини або гуми. Деякі прорізувачі для зубів наповнені рідиною або гелем, завдяки яким їх можна заморожувати або охолоджувати. Відрізняються від пустушок тим, що їх призначено для жування, а не смоктання. Прорізувачі можуть допомогти полегшити біль під час прорізування зубів і допомогти новим зубам проникнути в ясна, а також забезпечити дітям розвагу. 
Дослідження показали, що жування прорізувача може зробити дітей, у яких прорізуються зуби, спокійнішими та щасливішими, менш роздратованими та менш вередливими. 
Прорізувачі у формі намиста та браслети можуть становити небезпеку задухи для немовлят та малюків через деталі і через це вони не використовуються. Прорізувачі для зубів, наповнені рідиною, критикують через бактеріальне забруднення. Прорізувачі ХХ сторіччя часто були у формі кола.

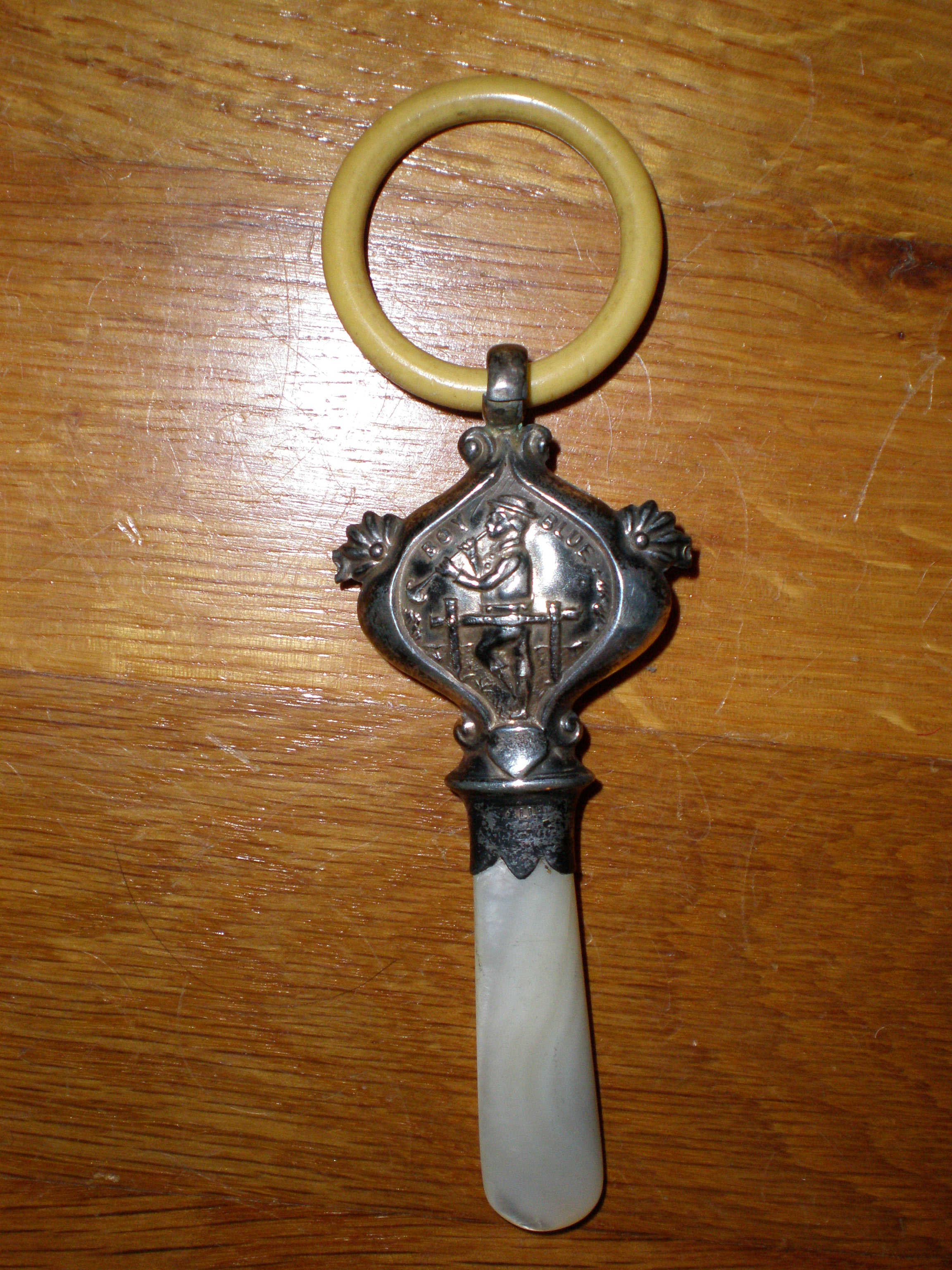
Прорізувальне кільце на початку ХХ сторіччя

Печиво для прорізування зубів, таке як сухарі та інші, також можна обережно давати під час прорізування зубів.